# Pseudostilpnaspis belizensis
Pseudostilpnaspis belizensis is een keversoort uit de familie bladkevers (Chrysomelidae). De wetenschappelijke naam van de soort werd in 2008 gepubliceerd door Borowiec.